# Boligportal.dk
BoligPortal er en af Danmarks største online markedspladser for lejeboliger. Virksomheden blev stiftet i 1999 af Steffen Møller og i 2005 købte Søndagsavisen halvdelen af anparterne og købte i 2009 det fulde ejerskab.
Under Danske BoligPortal.dk hører  også svenske BostadsPortal.se.
I 2010 skiftede koncernen navn til North Media A/S, mens Søndagsavisen fortsatte som et firma under koncernen.
North Media er Danmarks eneste børsnoterede mediekoncern. Udover Søndagsavisen tæller andre virksomheder i koncernen blandt andet også Ofir.dk, MatchWork, minetilbud.dk, Bekey og distributionsselskabet Forbruger-Kontakt.   
I december 2015 havde sitet boligportal.dk 34.807 daglige brugere i gennemsnit og godt 365.000 på månedlig basis.

## Kåringer og priser
BoligPortal er blevet kåret som en Gazellevirksomhed af Dagbladet Børsen i 2007, 2008, 2009, 2013 og 2015.